# Monumento a Giacomo Medici
Il monumento a Giacomo Medici era una scultura in marmo posta in Via Senato a Milano, in prossimità del Palazzo del Senato.

## Descrizione
La statua di Giacomo Medici fu realizzata da Donato Barcaglia. Stando alle immagini esistenti, era presente solo l'epigrafe «GIACOMO MEDICI».
Fu inaugurato il 1 giugno 1884.
Alla inaugurazione erano presenti tutte le autorità, gli ufficiali della guarnigione, un battaglione del 24° con musica e bandiera, e molti antichi compagni del Medici. Il generale Giuseppe Dezza — uno dei Mille — presidente del Comitato promotore della sottoscrizione pubblica mercé la quale è stata eretta la statua, rese conto dell'opera del Comitato stesso. Il colonnello Enrico Guastalla, compagno e capo di stato maggiore del Medici alla difesa del Vascello e nel 1860. ne rammentò le virtù civili e militari. Il deputato Giuseppe Robecchi, che fece col Medici la campagna del 1859 e quella del 1866, parlò particolarmente de' fatti d'arme della Valsagana, mostrando come il Medici fosse non solo valoroso soldato ma intelligentissimo capitano. Il dottor Gaetano Negri, prosindaco, prendendo in consegna il monumento e ringraziando il comitato promotore a nome della città di Milano, additò il Medici come esempio da imitarsi dai giovani.»
La statua fu distrutta dai bombardamenti del 1943.